# Minuskuł 26
Minuskuł 26 (wedle numeracji Gregory—Aland), ε 165 (von Soden) – rękopis Nowego Testamentu pisany minuskułą na pergaminie w języku greckim z XI wieku. Przechowywany jest w Paryżu.

## Opis rękopisu
Kodeks zawiera tekst czterech Ewangelii, na 179 pergaminowych kartach (24,1 cm na 18,5 cm).
Tekst rękopisu pisany jest jedną kolumną na stronę, w 27-28 linijek na stronę.
Tekst Ewangelii dzielony jest według κεφαλαια (rozdziały) oraz według Sekcji Ammoniusza, których numery umieszczono na marginesie. Sekcje Ammoniusza nie zostały opatrzone odniesieniami do Kanonów Euzebiusza. Tekst ewangelii zawiera τιτλοι (tytuły).

## Tekst
Grecki tekst Ewangelii reprezentuje bizantyńską tradycję tekstualną. Aland zaklasyfikował go do kategorii V.

## Historia
Paleograficznieu rękopis datowany jest na wiek XI. Skryba miał na imię Paweł. Na listę rękopisów Nowego Testamentu wciągnął go Wettstein.
Rękopis badał Griesbach, Scholz, Paulin Martin, oraz Henri Omont.
Obecnie przechowywany jest we Francuskiej Bibliotece Narodowej (Gr. 78) w Paryżu.
Nie jest cytowany w krytycznych wydaniach Novum Testamentum Graece Nestle-Alanda (NA26, NA27).